# Toše Proeski
Todor "Toše" Proeski (IPA: [ˈtɔʃɛ ˈprɔɛski]) (Prilep, 25 gennaio 1981 – Nova Gradiška, 16 ottobre 2007) è stato un cantante macedone.
Di origine arumena, è il cantante macedone più conosciuto ed amato a livello internazionale, soprannominato l'Elvis Presley dei Balcani. Esordì a 12 anni, ma la sua carriera iniziò nel 1996 con la partecipazione al festival musicale giovanile Melfest a Prilep. Vinse la prima edizione del festival musicale belgradese Beovizija nel 2003 e l'hanno seguente partecipò all'Eurovision Song Contest 2004 con il brano Life (14º in finale). Nel corso della sua carriera ebbe modo di collaborare con diversi artisti di fama internazionale, tra cui Gianna Nannini.
Morì nel 2007 a seguito di un incidente automobilistico in Croazia e venne commemorato con i funerali di stato; i fan dell'Eurovision Song Contest chiesero di riservargli un tributo nell'edizione del 2008, ma la richiesta non è stata accettata. Dal 2019 gli è stato intitolato lo stadio di Skopje, l'Arena nazionale Toše Proeski.

## Discografia
- 1999 Nekade Vo Nokta
- 2000 Sinot Božji
- 2002 Ako Me Pogledneš Vo Oči / Ako me Pogledaš U Oči
- 2004 Den Za Nas / Dan za nas
- 2005 Po Tebe / Pratim te
- 2006 Božilak
- 2007 Igri Bez Granici / Igra Bez Granica
- 2009 The hardest thing
- 2010 Tose & Prijateli- Jos Uvijek Sanjam Da Smo Zajedno
- 2011 So Ljubav Ot Tose